# Martin Smedberg-Dalence
Martín Ramiro Guillermo Dalence Smedberg (Norrköping, Suecia; 10 de mayo de 1984) es un exfutbolista sueco-boliviano. Jugaba como Interior Derecho y su último equipo fue el Ustiktens BK de la Primera División de Suecia. Fue internacional con la selección boliviana.

## Trayectoria
Aunque nació en Norrköping, siendo muy joven su familia se mudó a Gotemburgo, en donde fue criado. Su padre, Ramiro Dalence, es de Oruro, Bolivia y había llegado a Suecia en 1980, su madre es sueca.
Se trata de un mediocampista práctico de gran disparo y especialista en tiros libres. Debutó de manera oficial el año 2004 en el IFK Göteborg, donde anotó un gol en su primera temporada; en el 2005 fue transferido al Västra Frölunda del mismo país, en 2006 pasó al Ljungskile SK sueco, donde tuvo su mejor rendimiento anotando 30 goles en 152 partidos disputados. En 2014 volvió al Göteborg, donde lleva anotados dos goles en 27 partidos disputados.

## Selección nacional
Aunque Dalence representó a Suecia en selecciones juveniles, en el 2013 declaró que su sueño era jugar con la selección absoluta de Bolivia.
El 3 de octubre de 2014 recibió oficialmente su primera convocatoria a la selección boliviana, en la que debutó el 10 de octubre del mismo año enfrentado a la selección olímpica de Brasil.
Convirtió su primer gol oficial nada menos que en la Copa América 2015 frente a Ecuador, con resultado final de 3 a 2, a favor de La Verde.

### Eliminatorias Mundialistas
| Torneo            | Sede            | Resultado      |
| ----------------- | --------------- | -------------- |
| Eliminatoria 2018 | América del Sur | No clasificado |

### Participaciones en Copa América
| Copa América      | Sede  | Resultado        |
| ----------------- | ----- | ---------------- |
| Copa América 2015 | Chile | Cuartos de final |

### Goles como internacional
| # | Fecha      | Lugar                                     | Rival   | Gol | Resultado | Competición       |
| - | ---------- | ----------------------------------------- | ------- | --- | --------- | ----------------- |
| 1 | 15-06-2015 | Estadio Elías Figueroa, Valparaíso, Chile | Ecuador | 2-0 | 3-2       | Copa América 2015 |

## Clubes
| Club                     | País    | Año             |
| ------------------------ | ------- | --------------- |
| Gunnilse IS              | Suecia  | 2001 - 2003     |
| IFK Göteborg             | Suecia  | 2004 - 2006     |
| Västra Frölunda (cedido) | Suecia  | 2005            |
| Ljungskile SK            | Suecia  | 2006 - 2010     |
| IFK Norrköping           | Suecia  | 2011 - 2013     |
| IFK Göteborg             | Suecia  | 2014 - 2017     |
| Bolívar                  | Bolivia | 2018            |
| Always Ready             | Bolivia | 2019            |
| Utsitkens BK             | Suecia  | 2020 - Presente |

## Palmarés

### Títulos nacionales
| Título        | Equipo       | País   | Año       |
| ------------- | ------------ | ------ | --------- |
| Svenska Cupen | IFK Göteborg | Suecia | 2014-2015 |